# FC Vestsjælland
Az FC Vestsjælland, teljes nevén Football Club Vestsjælland egy megszűnt dán labdarúgócsapat. A klubot 2008-ban alapították, székhelye Slagelsében volt. A 2013-2014-es szezonban az első osztályban szerepel. A klub 2015-ben szűnt meg.

## Jelenlegi keret
| #  |     | Poszt | Név               |
| -- | --- | ----- | ----------------- |
| 1  | DEN | K     | Paw Jepsen        |
| 2  | DEN | CS    | Peter Foldgast    |
| 3  | DEN | KP    | Jesper Dahl       |
| 4  | DEN | V     | Michael Jørgensen |
| 5  | DEN | V     | Heinrich Jensen   |
| 6  | DEN | V     | Jesper Rasmussen  |
| 7  | DEN | KP    | Morten Hansen     |
| 8  | DEN | V     | Thomas Mikkelsen  |
| 9  | DEN | KP    | Jakob Markussen   |
| 10 | DEN | KP    | Anders Syberg     |
| 11 | DEN | CS    | Andreas Mortensen |

| #  |     | Poszt | Név               |
| -- | --- | ----- | ----------------- |
| 12 | DEN | V     | Andreas Schultz   |
| 13 | DEN | V     | Anders Laursen    |
| 14 | DEN | CS    | Rasmus Festersen  |
| 16 | DEN | K     | Ken Jørgensen     |
| 17 | DEN | KP    | Anders Torpegaard |
| 18 | DEN | K     | Jim Hansen        |
| 19 | DEN | CS    | Kristian Uth      |
| 21 | DEN | V     | Jesper Grønborg   |
| 22 | DEN | V     | Jens Mårtensen    |
| 23 | DEN | V     | Andreas Marcher   |
| 24 | DEN | KP    | Lasse Holm        |

## Külső hivatkozások
- Hivatalos weboldal
- Slagelse B&I